# Euphorbia monantha
Euphorbia monantha är en törelväxtart som beskrevs av Charles Wright och Pierre Edmond Boissier. Euphorbia monantha ingår i släktet törlar, och familjen törelväxter.
Artens utbredningsområde är Kuba. Inga underarter finns listade i Catalogue of Life.